# Allochthonius ishikawai
Espèce
Synonymes
- Allochthonius uyamadensis Morikawa, 1954
- Allochthonius deciclavatus  Morikawa, 1956
- Allochthonius uenoi Morikawa, 1956

Allochthonius ishikawai est une espèce de pseudoscorpions de la famille des Pseudotyrannochthoniidae.

## Distribution
Cette espèce est endémique du Japon.

## Liste des sous-espèces
Selon Pseudoscorpions of the World (version 3.0) :
- Allochthonius ishikawai deciclavatus Morikawa, 1956
- Allochthonius ishikawai ishikawai Morikawa, 1954
- Allochthonius ishikawai kyushuensis Morikawa, 1960
- Allochthonius ishikawai shiragatakiensis Morikawa, 1954
- Allochthonius ishikawai uenoi Morikawa, 1956
- Allochthonius ishikawai uyamadensis Morikawa, 1954

## Publications originales
- Morikawa, 1954 : On some Pseudoscorpions in Japanese limegrottoes. Memoirs of Ehime University, Sect. II, sér. B, vol. 2, p. 79-87.
- Morikawa, 1956 : Cave pseudoscorpions of Japan (I). Memoirs of Ehime University, Sect. II, sér. B, vol. 2, p. 271-282.
- Morikawa, 1960 : Systematic studies of Japanese pseudoscorpions. Memoirs of Ehime University, Sect. II, sér. B, vol. 4, p. 85-172.